# St Paul’s Cathedral (Dundee)

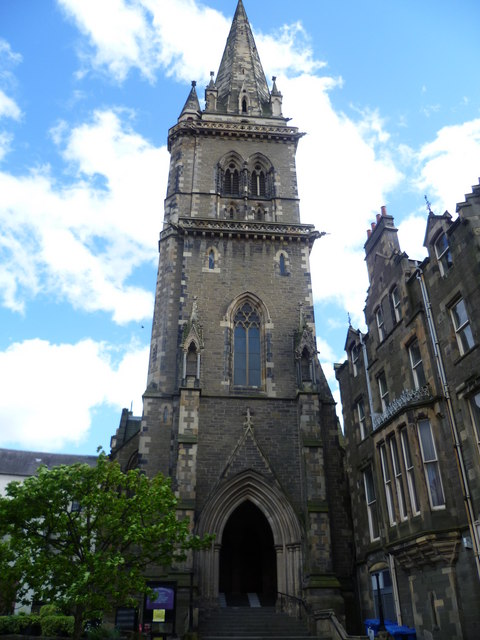
St Paul’s Cathedral

Die St Paul’s Cathedral ist die Kathedrale des Bistums Brechin der Scottish Episcopal Church in der schottischen Stadt Dundee in der gleichnamigen Council Area. 1963 wurde das Bauwerk in die schottischen Denkmallisten in der höchsten Denkmalkategorie A aufgenommen.

## Geschichte
Es war Bischof Alexander Forbes, welcher den Bau der Kirche im Jahre 1853 veranlasste. Sie steht auf der Anhöhe Castle Rock, auf der sich im Mittelalter die Festung Dundee Castle befand. Für den Entwurf zeichnet der schottische Architekt George Gilbert Scott verantwortlich. 1865 wurde die von Hill and Son aus London gefertigte Orgel installiert. Im Jahre 1905 wurde das Kirchengebäude zur Kathedrale ernannt und ist seitdem Sitz der Bischöfe von Brechin.

## Beschreibung
Die neogotische Kreuzbasilika steht auf der Castle Hill im Zentrum Dundees. Ihr Mauerwerk besteht aus ungleichförmigen Sandsteinquadern mit Natursteineinfassungen. Das spitzbogige Hauptportal mit reliefierter Archivolte befindet sich am Fuß des Glockenturms, welchen den nördlichen Gebäudeabschluss bildet. Entlang des Turms erstrecken sich Strebepfeiler, die in ornamentierten Steinbaldachinen auslaufen. Sie flankieren ein schmales spitzbogiges Maßwerk. Gesimse mit Zahnschnitt gliedern den Turm horizontal. Er schließt mit einem oktogonalem spitzen Steinhelm mit Lukarnen. Die Seitenschiffe sind vier Achsen weit. An der Südfassade tritt eine abgekantete Apsis heraus.